# Līmūn
Līmūn (persiska: ليمون) är en ort i Iran.   Den ligger i provinsen Mazandaran, i den norra delen av landet, 170 km nordost om huvudstaden Teheran. Līmūn ligger 6 meter över havet och antalet invånare är 330.
Terrängen runt Līmūn är platt. Runt Līmūn är det ganska tätbefolkat, med 111 invånare per kvadratkilometer. Närmaste större samhälle är Sari, 5,7 km sydost om Līmūn. Runt Līmūn är det i huvudsak tätbebyggt.